# Enfermedad de Graves-Basedow
La enfermedad de Graves-Basedow es una tiroiditis autoinmune de etiología no muy bien conocida, que estimula la glándula tiroides, y es la causa de tirotoxicosis más común. Se caracteriza por hiperplasia difusa de la glándula tiroides resultando en un bocio e hiperfunción de la glándula o hipertiroidismo. La enfermedad recibe el nombre del médico irlandés Robert James Graves por sus descripciones en 1835 y Karl Adolph von Basedow por sus informes en 1840.
Probablemente está causada por la unión de anticuerpos antitiroideos a los receptores de TSH (tirotropina), lo cual genera una estimulación que cursa con un exceso de producción de hormona tiroidea.

## Epidemiología
Es la causa más común de hipertiroidismo en personas jóvenes, apareciendo, por lo general, entre los 20 y 50 años de edad. Se presenta aproximadamente en el 2% de las mujeres, en los hombres la incidencia es diez veces menor. La enfermedad de Graves es la causa del 80% de todas las tiroxicosis, la incidencia aumenta cuando el consumo de yodo es muy alto.

## Patogenia
Está causa por anticuerpos antitiroideos TSI (inmunoglobulinas estimuladoras de hormonas tiroideas) dirigidas contra el TSH-R (receptor para la hormona estimuladora de tiroides). En estos pacientes coexisten otras respuestas autoinmunitarias por lo que no existe una correlación directa entre los valores de la TSI y las hormonas tiroideas. Las manifestaciones extratiroideas de la enfermedad de Graves—oftalmopatía y dermopatía se deben a la activación de la mediación inmunitaria de los fibroblastos en músculos extraoculares y la piel con acumulación de glucosaminoglucanos, lo que da lugar a acumulación de agua y edema. La activación de los fibroblastos es causada por citoquinas (IFN-γ, factor de necrosis tumoral, IL-1) derivados de macrófagos y células así como infiltraciones locales.
La retracción palpebral se debe a la hiperreactividad del simpático. En la enfermedad de Graves se asocia a la oftalmopatía de Graves (u oftalmopatía asociada a tiroides, ya que el 10% de los pacientes con oftalmopatía no padecen de esta enfermedad). Las primeras manifestaciones oftálmicas suelen ser sensación de arena en los ojos, molestias oculares y lagrimeo excesivo. Un tercio de los pacientes tiene proptosis, que se detecta mejor visualizando la esclerótica entre el borde superior del iris y el párpado superior, con los ojos en posición primaria.

## Causas
Se cree que la etiología reside en el acoplamiento de un anticuerpo antitiroideo sobre el receptor de TSH de la glándula, teniendo como consecuencia la formación excesiva de hormonas tiroideas, es decir, haría la función análoga de la TSH.

## Cuadro clínico
La enfermedad de Graves es caracterizada por la tríada de hipertiroidismo, bocio (aumento de tamaño de glándula tiroides dos o tres veces su tamaño normal) difuso, exoftalmia y dermatopatía (mixedema). Afecta con más frecuencia a las mujeres que a los hombres (8:1), típicamente se da en personas de mediana edad. Puede aparecer un sonido frémito o soplo en la glándula debido al aumento de la vascularización de la misma y a la circulación hiperdinámica.

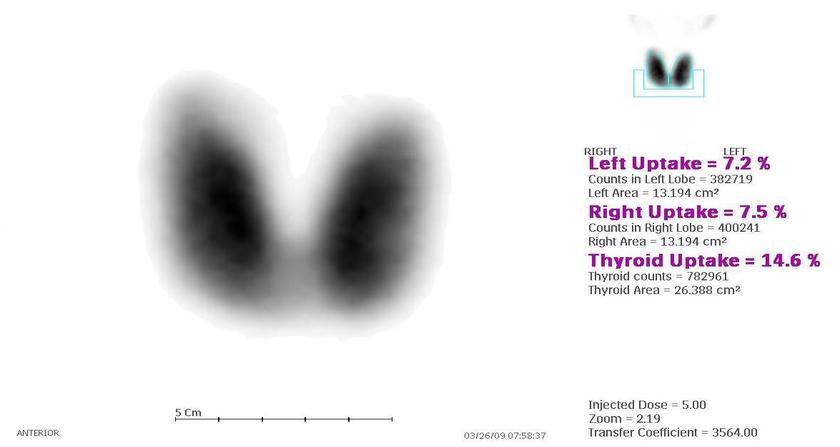
Gammagrafía tiroidea mostrando hipercaptación difusa

Los anticuerpos que estimulan el tiroides también afectan al ojo, y por eso a menudo hay síntomas oculares. Provoca temblores, trastornos del ritmo cardíaco, nerviosismo, insomnio, sudoración excesiva, pérdida de peso, retracción de los párpados, exoftalmos y  mixedema.
Sobre todo en la persona adulta mayor, las características de la tirotoxicosis pueden ser sutiles o estar enmascaradas, y los principales síntomas pueden ser fatiga y pérdida de peso que conducen al llamado hipertiroidismo apático. En el hipertiroidismo apático un signo importante es el temblor fino que se puede detectar pidiendo al paciente que extienda los dedos y coloque las puntas sobre la palma de la mano del explorador.
La tirotoxicosis se asocia en ocasiones a una forma de parálisis periódica hipofosfatémica. La fibrilación auricular es más frecuente en pacientes mayores de 50 años. El tratamiento del estado tiróxico exclusivamente corrige la fibrilación a un ritmo sinusal en menos del 50% de los pacientes, lo que sugiere la existencia de un problema cardíaco subyacente en el resto.
Otros síntomas menos frecuentes son la urticaria, alopecia difusa (en un 40% de los pacientes), oligomenorrea o amenorrea, osteopenia en tirotoxicosis prolongada e hipercalcemia leve (en un 20% de los pacientes). También puede cursar con ictericia y hepatopatías.
Es frecuente el edema periorbitario, la inyección de la esclerótica y la quemosis. En un 5-10% de los casos la inflamación es tan intensa que se produce diplopía. La manifestación más grave de este proceso es la compresión del nervio óptico, que produce edema en la papila, defectos en el campo periférico y, si no recibe tratamiento, pérdida permanente de la visión.

## Tratamiento
Esta enfermedad se trata con fármacos que reducen la producción de hormona tiroidea, yodo-131 radiactivo o con tiroidectomía. En general, los fármacos de elección son:
- Propiltiouracilo (PTU): Fármaco que inhibe la captación de yodo necesario para producción de hormonas tiroideas (acción central), así como el paso de T4 a T3 (acción periférica). No debe ser usado en caso de insuficiencia hepática o embarazo.
- Metimazol: Fármaco perteneciente a la familia de las tioamidas (al igual que el propiltiuracilo). También actúa inhibiendo la producción de hormonas tiroideas, pero a diferencia del PTU, no inhibe la conversión periférica. Debido a su mayor efectividad en la disminución de los niveles de hormona tiroidea a largo plazo[6] y la menor tasa de efectos adversos[7] es el tratamiento de primera del hipertiroidismo en la enfermedad de Graves-Basedow.[8]
- Betabloqueador: Indicado para el control de la actividad adrenérgica (temblores, sudoración, etc.), se puede utilizar propanolol, atenolol u otros betabloqueantes.